# Pseudophoraspis lacrimans
Pseudophoraspis lacrimans är en kackerlacksart som beskrevs av Hanitsch 1933. Pseudophoraspis lacrimans ingår i släktet Pseudophoraspis och familjen jättekackerlackor. Inga underarter finns listade i Catalogue of Life.